# 奥泽尔基农村居民点 (伊洛夫利亚区)
奥泽尔基农村居民点（俄语：Озерское сельское поселение）是俄罗斯联邦伏尔加格勒州伊洛夫利亚区所属的一个农村居民点。其下辖有3个居民点，行政中心为奥泽尔基。据2016年统计，该农村居民点的人口为892人。